# Hrabstwo Leavenworth

Piramida wieku hrabstwa

Hrabstwo Leavenworth – hrabstwo położone w USA w stanie Kansas z siedzibą w mieście Leavenworth. Założone 25 sierpnia 1855 roku.

## Miasta
- Leavenworth
- Lansing
- Tonganoxie
- Basehor
- Linwood
- Easton
- Bonner Springs

## Sąsiednie Hrabstwa
- Hrabstwo Platte
- Hrabstwo Wyandotte
- Hrabstwo Johnson
- Hrabstwo Douglas
- Hrabstwo Jefferson
- Hrabstwo Atchison